# 沙斯泰勒努韦勒
沙斯泰勒努韦勒（法語：Chastel-Nouvel，法語發音：[ʃastɛl nuvɛl]）是法国洛泽尔省的一个市镇，属于芒德区。

## 地理
沙斯泰勒努韦勒（44°33'33"N, 3°30'6"E）面积31.5 平方千米，位于法国奧克西塔尼大區洛泽尔省，该省份为法国南部内陆省份，北起上盧瓦爾省和康塔爾省，西接阿韦龙省，南至加尔省，东临阿尔代什省。
与沙斯泰勒努韦勒接壤的市镇（或旧市镇、城区）包括：勒博恩、巴达鲁、芒德、蒙德朗东。

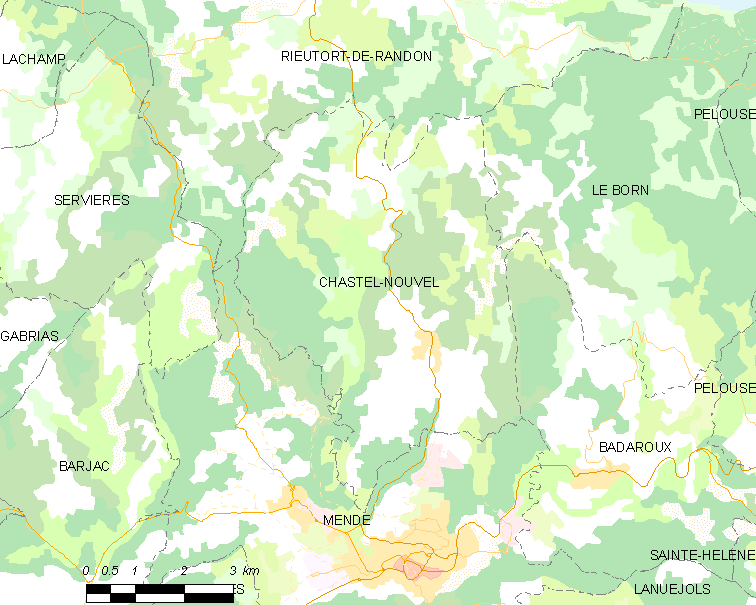
沙斯泰勒努韦勒的OSM定位图

沙斯泰勒努韦勒的时区为UTC+01:00、UTC+02:00（夏令时）。

## 行政
沙斯泰勒努韦勒的邮政编码为48000，INSEE市镇编码为48042。

## 政治
沙斯泰勒努韦勒所属的省级选区为利马尼奥勒河畔圣阿尔邦县。

## 人口

1962-2008年间沙斯泰勒努韦勒人口变化图示

沙斯泰勒努韦勒于2022年1月1日时的人口数量为932人。